# Fear (musikgrupp)
Fear är ett amerikanskt punkrock-band från Los Angeles, Kalifornien som bildades 1977 och uppträder fortfarande. Bandet började som en del av den tidiga punkrocken från Kalifornien, och blev kända nationellt efter ett ökänt uppträdande på Saturday Night Live 1981. Under dess historia, har bandet haft noterbara medlemmar som Flea och Chuck Biscuits.

## Historia
Fear bildades 1977 med Lee Ving och Derf Scratch, som sökte för en trummis och slutligen en gitarrist. 
De fick uppmärksamhet för deras scennärvaro, och de skrev till slut ett skivkontrakt med Slash Records. Som en del av Los Angeles punkscen ingick bandet i Penelope Spheeris dokumentär från 1980, The Decline of Western Civilization. Filmen visade dem reta upp delar av publiken genom personangrepp och udda humor. Sångaren Lee Ving sade till en i publiken "This is 1980—can't you afford a fucking haircut?" (ung. Det här är 1980, kan du inte gå och klippa dig för fan?) Basisten Derf Scratch berättade skämtet: F: "Varför har tjejer sina två hål så nära varandra?" S:"Så att du kan bära dem som ett sex-pack!" På den klassiska kultfilmen medverkade även andra välkända artister som Black Flag, X, och The Germs. 
Spheeris mötte Ving och trummisen Spit Stix när de hängde upp flygblad på telefonstolpar. Efter att ha pratat med dem frågade hon abrupt om de ville vara med i hennes film. Bandet blev kända genom filmen och fick till och med uppmärksamhet från skådespelaren John Belushi medan de var osignade. Mixen av humor och musik som visades i filmen gav bandet en unik personlighet, som verkade försvinna på senare åt med flera byten av bandmedlemmar.

## Diskografi

### Album
- The Record (1982)
- More Beer (1985)
- Live...For The Record (1991)
- Have Another Beer With FEAR (1995)
- American Beer (2000)

### 7" Singles
- I Love Livin' in the City/Now Your Dead 7" (1978)
- Fuck Christmas/(Beep) Christmas 7" (1982)

### Samlingsalbum
- SLC Punk! Soundtrack (1998)

### Bootlegs
- Budwesier (1986)